# 사미르 자바드자데
사미르 자바드자데(Samir Cavadzadə, 1980년 4월 16일 ~ )는 아제르바이잔의 가수이다. 유로비전 송 콘테스트 2008에 엘누르 휘세이노프와 함께 아제르바이잔 대표로 참가했다.

## 같이 보기
- 아제르바이잔의 유로비전 송 콘테스트 참가